# 斯普鲁斯格罗夫
斯普鲁斯格罗夫（英語：Spruce Grove），加拿大艾伯塔省城市，与埃德蒙顿相邻。总人口39,348 (2021年) 。

## 历史
1879年，该地始有居民1907年3月14日建置为村，1916年8月30日，村建制又取消。

1955年1月1日，斯普鲁斯格罗夫重新建置为村。1971年，升格为镇。1986年，升格为市。